# Dravosburg
Dravosburg es un borough ubicado en el condado de Allegheny en el estado estadounidense de Pensilvania. En el año 2000 tenía una población de 2015 habitantes y una densidad poblacional de 707.3 personas por km².

## Geografía
Dravosburg se encuentra ubicado en las coordenadas 40°21′1″N 79°53′22″O / 40.35028, -79.88944.

## Demografía
Según la Oficina del Censo en 2000 los ingresos medios por hogar en la localidad eran de $30 461 y los ingresos medios por familia eran $39 663. Los hombres tenían unos ingresos medios de $30 435 frente a los $22 232 para las mujeres. La renta per cápita para la localidad era de $17 264. Alrededor del 12.6% de la población estaba por debajo del umbral de pobreza.